# Топонимия Липецкой области

Административно-территориальное деление Липецкой области

Топонимия Липецкой области — совокупность географических названий, включающая наименования природных и культурных объектов на территории Липецкой области.
Липецкая область является относительно новым, ранее не существовавшим административно-территориальным образованием. Выделена и создана 6 января 1954 года из смежных районов Рязанской, Воронежской, Курской и Орловской областей. С тех пор наименование региона не менялось.

## История формирования
Согласно схеме топонимического районирования В. А. Жучкевича, Липецкая область относится к региону Юг Центра Европейской России. Топонимия здесь довольно однородна и содержит преимущественно чистые славянские словообразовательные модели. Для топонимических ландшафтов этого региона в целом характерны некоторые отличия от ландшафтов севера Центра Европейской России. В этих регионах формировалась основная русская географическая терминология, связанная с ландшафтом степи и лесостепи. С этими «эталонами» русские переселенцы подходили к определению аналогичных явлений на окраинах страны. Не только термины «степь» и «чернозём», но и десятки других происходят из этих мест. На сравнительно однородном свежем русском топонимическом фоне здесь встречаются отдельные названия, унаследованные из других языков, а местами — единичные архаичные славянские формы, восходящие к дописьменному периоду.
Для гидронимии региона характерно наибольшее по сравнению с другими частями страны количество русских названий: Сосна, Ворона, Медведица, Липовица, Девица, Красивая Меча, Тихая Сосна, Хмельна, Черновая, Плавица, Матрёнка, Олешня, Потудань, Серп, Оскол, а также архаические формы гидронимов такие как Острогощь, Излегощь и т. д. Нерусские гидронимы относятся главным образом к окраинам региона, либо являются «чуждыми» для региона, потому что были распространены на эти места вверх или вниз по течению крупных рек (Дон, Ока, Хопёр) либо относятся к тюркским элементам в топонимии (Битюг, Богучар, Курлак и т. д.).

## Состав
По состоянию на 22 июля 2024 года, в Государственный каталог географических названий РФ занесено 2025 названий географических объектов Липецкой области, в том числе 1601 название населённых пунктов. Ниже приводятся списки крупнейших природных объектов и населённых пунктов области с объяснением их этимологии.

### Гидронимы
- Дон — название происходит от арийского корня *dānu-: авест. dānu «река», др.-инд. dānu «капель, роса, сочащаяся жидкость»[7][8]. Русское название реки произошло от скифо-сарматского слова dānu того же корня. Осетинский язык, наследник скифо-сарматского, содержит однокоренное слово дон («река, вода») — см. Кармадон. В. И. Абаев считает, что «переход dān → don произошёл не ранее XIII—XIV веков, когда осетины (аланы) уже не были массово представлены на юге России, поэтому русскую форму Дон нельзя связывать непосредственно с современным осетинским don»[8].
- Битюг — упоминается в 1389 и в 1450 годах как Бетюк; позже Битюк; с начала XVIII века входит в употребление форма Битюг, ставшая к настоящему времени о6щепринятой. По памятникам письменности наибольшее распространение получили формы Битюк/Бетюк. По-видимому, это фонетические варианты тюркского прилагательного со значением «высокий». Первоначально название относилось только к правому, высокому и крутому берегу реки, а затем было распространено и на саму реку. Особенно близка к форме Битюк архаичная форма падӱк/бадӱк — «высокий, великий». Авторами названия могли быть обитавшие на Дону в IV—X веках племена, говорившие на древних диалектах булгарской группы языков[9].
- Воронеж — по мнению М.Фасмера, название происходит от слова «вороной» (праславянское *vornъ), только автор не указывал, что именно было «вороным», то есть чёрным, на реке[10]. Высказывались также различные другие версии, в том числе о мордовской или ираноязычной этимологии слова «Воронеж». Долгое время господствовала гипотеза о переносе названия «Воронеж» в Подонье в XI—XII веках с Черниговской земли, где топоним мог быть образован как ойконим от гипотетического славянского личного имени Воронег[11][12]. Однако уязвимо положение о том, что в Подонье реку назвали по некоему второму городу Воронежу; обычно гидронимы были первичными, а имена городов — вторичными[13]. В исследовании 2015—2016 гг. утверждается о большой вероятности собственного природно-географического происхождения слова «Воронеж» в раннем средневековье. «Вороным» было реальное громадное чернолесье (сплошные массивы дубрав) в бассейне реки Воронеж и в междуречье с рекой Дон. Название реки могло повторять наименование обширной географической области Воронеж. Проводится аналогия со многими другими гидронимами на территории России и Украины с основой «ворон», в случаях, когда реки текли среди черных лесов, среди них Ворона, Воронка (ранее Вороне́я, искаженно Воро́нья), Воронежка (ранее Ворона́я) и др.[14][15].
- Быстрая Сосна — этимология точно не установлена. Согласно одной из гипотез, гидроним имеет финно-угорское происхождение и первоначально имел вид Сосья (одноименный приток — Большая Сосья и ныне имеется у реки Печоры в Пермском крае), что переводится как «ручейная река», «река с ручьями», и славяне, вытеснившие финно-угров на север, лишь слегка изменили уже имевшееся название реки, переиначив его на свой лад[16].
- Красивая Меча — в источниках конца XIX река фигурирует как Красивый Меч или Красная Меча[17], в Водном реестре — как Красивая Меча и Красивый Мечь (последнее название дано явно с орфографической ошибкой). В топонимических легендах Ефремовского района Тульской области такое название обосновывается тем, что красивый меч, переправляясь через реку, потерял в ней либо Ярослав, либо Мамай.
- Матыра — в говорах матыра — «егоза, непоседа, неугомонный человек» (Даль), что, по-видимому, характеризует извилистость русла реки и быстроту её течения[18].
- Ранова — гидроним, наряду с другими гидронимами днепровско-окского ареала на -ва предположительно имеет западнобалтийское происхождение[19].
- Усмань — от иранского асман — «камень»[20].
- Олым — этимология, вероятно, восходит к тюркскому jalym kaja — «крутая скала»[21][22] или олум — «брод через реку»[23].
- Кшень — известны варианты Кошень, Кшенева, Кщенева. Гидроним от татарского кша, кош — «ставка, лагерь; место, где живут чабаны в расположении кошары». Название связывают с тем, что на этой реке татары оставляли обозы, когда делали набеги на внутренние области Московского государства[24].

### Ойконимы
- Грязи — возник как посёлок при станции Грязи (открыта в 1868 году), с 1938 года — город. Название по соседнему селу Грязи, основанному в XVIII веке; ойконим от грязь — «болото, топь»[25].
- Данков — основан в 1568 году как укрепление на городище древнего рязанского города Донков, разрушенного татарами. Новый город унаследовал имя древнего и хотя в 1618 году был перенесен на другой берег Дона в устье реки Вязовни (Вязовки), его продолжали называть Донков. В XVIII веке входит в употребление форма Данков. Исходя из положения города на реке Дон и учитывая первичную форму Донков, в его основе обычно видят гидроним Дон. Однако образование от речных названий ойконимов на -ков (Дон > Донко > Донков) не имеет аналогов в русской топонимии. Предположение о существовании в верхнем течении Дона притока Донок («маленький Дон»), от которого мог образоваться Донков, источниками не подтверждается. В. А. Никонов считал более вероятной основой личное имя Данко (уменьшительное из Даниил), от которого с помощью суффикса -ов образовано название[26].
- Елец — по оценке Е. М. Поспелова, название города происходит от русского диалектного елец — «дубовый или еловый лесок, заросль, роща»[27]. С этим согласен В. А. Никонов, приводя в пример сёла Ельцы и реку в Республике Коми[28].
- Задонск — в начале XVII века на левом берегу Дона была основана обитель, получившая известность как Богородицкий Сретенский Задонский монастырь. Два первых названия он получил по своим храмам, а Задонский по расположению за Доном относительно мест старого русского заселения и города Ельца. В писцовых книгах Елецкого уезда 1627 года указывается, что к монастырю была приписана слободка Тешевка с крестьянами и угодьями. В 1779 году «селение под монастырем Задонским, именуемое Слободкой», преобразовано в город Задонской; в употреблении название закрепилось в обычной для городов форме на -ск: Задонск[29].
- Лебедянь — селение Лебедянь известно с середины XVI века, с 1779 года — город. Находится на притоке Дона, который в Книге Большому чертежу 1627 года, указан как Лебедянь — «лебединая» (позже также Лебедянка, Ключи, Городенка). Рядом и озеро Лебедянь, которое в грамоте XVII века называлось Лебединое Большое[30].
- Липецк — в 1701 году было начато строительство металлургических заводов на реке Воронеж при впадении в неё реки Липовки; гидроним происходит от слова липа — таким образом, Липецк можно считать своего рода тёзкой немецкого Лейпцига[31]. Возникшее при заводах селение стало называться Липские (позже — Липецкие) Железные Заводы, в 1779 году преобразовано в город Липецк[32].
- Усмань — основан в 1646 году как оборонительный пункт на реке Усмань. Гидроним из древнеиранского asman — «камень». С 1778 года — город Усмань[20].
- Чаплыгин — в 1703 году Петр I, проезжая через имение А. Д. Меншикова село Слободское, заложил в нём крепость, которой дал название Ораниенбург — «апельсиновая крепость». Обстоятельства присвоения названия полностью отрицают возможность этимологии, связывающей ойконим с разведением апельсинов. Очевидно, здесь, как и в случае с названием Ораниенбаум (современный Ломоносов), было просто заимствование немецкого названия (ср. Ораниенбург близ Берлина). Это название было распространено и на село, причем в народном употреблении оно превратилось сначала в Ранинбург, а затем в Раненбург. Последняя форма названия была официально закреплена в 1779 году при преобразовании села в город. В 1948 году Раненбург переименован в Чаплыгин по фамилии одного из основоположников аэродинамики академика С. А. Чаплыгина, который родился в этом городе[33].